# Strada nazionale 5 (Argentina)
La strada nazionale 5 Ingeniero Pedro Petriz (in spagnolo: Ruta Nacional 5 Ingeniero Pedro Petriz) è una strada statale che unisce l'area metropolitana di Buenos Aires con Santa Rosa, capoluogo della provincia di La Pampa.

## Storia
Nel 2018 sono iniziati i lavori per la realizzazione della doppia carreggiata nei tratti Mercedes-Bragado e Anguil-Santa Rosa.

## Percorso
La strada nasce nei pressi della cittadina di Luján, all'altezza del km 62 della strada nazionale 7, una delle principali arterie di comunicazione tra la capitale e la frontiera con il Cile.
Dopo aver attraversato alcuni importanti centri della sezione centrale della provincia di Buenos Aires come Mercedes, Chivilcoy e Trenque Lauquen, dove s'interseca con la strada nazionale 33, per infine giungere a Santa Rosa, dove s'interseca con la strada nazionale 35.